# Hendrik Jan van Braambeek
Hendrik Jan van Braambeek (Warffum, 22 januari 1880 – Doorwerth, 25 juni 1960) was een Nederlands vakbondsbestuurder en sociaaldemocratisch politicus.

## Loopbaan
Hendrik Jan van Braambeek werd geboren in het hervormde gezin van hoofdonderwijzer van de normaalschool Adrianus Jacobus van Braambeek en Cornelis Paulina Plaat. Na het voltooien van de drie- en vijfjarige hogere burgerschool in respectievelijk Warffum en Groningen haalde Van Braambeek een vakdiploma bouwkunde en ging hij aan de slag bij de Maatschappij tot Exploitatie van Staatsspoorwegen in Zutphen, waar hij tot 1919 bij de afdeling Weg en Water. In 1906 trouwde hij te Zutphen met Maria Kopper, met wie hij twee dochters kreeg.
In 1908 werd hij lid van de Zutphense gemeenteraad (tot zijn verhuizing in 1919) voor de Sociaal-Democratische Arbeiderspartij. Ook werd hij actief bij de vakbeweging - hij was van 1910 tot 1922 lid van het hoofdbestuur van de Nederlandsche Vereeniging van Spoor- en Tramwegpersoneel (en van 1922 tot 1940 hoofdambtelijk secretaris) en enige tijd redacteur bij hun weekblak, "Het Weekblad".
In 1917 werd hij lid van de Staatscommissie-Muysken inzake de herziening van de loonregeling spoorwegpersoneel (1917-1918). In 1919 verhuisde hij naar 's-Hertogenbosch omdat hij door de spoorwegdirectie werd overgeplaatst voor zijn nieuwe baan als chef bureau bij 'Weg en Werken' van de Nederlandse Spoorwegen (waar hij tot 1926 in dienst zou blijven, vanaf 1921 op non-actief vanwege zijn Kamerlidmaatschap).
In 1921 werd hij, na een kort lidmaatschap in de Gelderse Provinciale Staten in 1919 dat hij moest neerleggen vanwege de overplaatsing, gekozen in de Tweede Kamer der Staten-Generaal, waarvan hij lid zou blijven tot 1946. Van 1923 tot 1936 was hij wederom lid van een staatscommissie met betrekking tot het transport, ditmaal de Staatscommissie-Patijn inzake het vervoersvraagstuk. Binnen de partij behoorde hij tot de Marxistische vleugel en de groep die vond dat de partij geen regeringsverantwoordelijkheid diende te aanvaarden.
In de Tweede Kamer was hij woordvoerder van de SDAP voor spoorweg- en PTT-aangelegenheden, waarbij hij vooral opkwam voor de belangen van de werknemers. Zo interpelleerde hij in 1922 minister Gerardus Jacobus van Swaaij over de exploitatiekosten van de Nederlandse Spoorwegen en in 1928 minister Hendrik van der Vegte over de arbeidsomstandigheden bij de tramwegen.
Van Braambeek was vanaf 1926 voorzitter van de personeelsraad van de Nederlandse Spoorwegen. In 1940 trad hij af als secretaris bij de vakvereniging en als voorzitter van deze personeelsraad als protest tegen de Duitse bezetter.